# Přehvozdí
Přehvozdí är en ort i Tjeckien.   Den ligger i regionen Mellersta Böhmen, i den centrala delen av landet, 30 km öster om huvudstaden Prag. Přehvozdí ligger 291 meter över havet och antalet invånare är 186.
Terrängen runt Přehvozdí är lite kuperad. Runt Přehvozdí är det ganska glesbefolkat, med 23 invånare per kvadratkilometer. Närmaste större samhälle är Horní Počernice, 18,9 km nordväst om Přehvozdí. I omgivningarna runt Přehvozdí växer i huvudsak blandskog.